# Der Fuchs und das Pferd

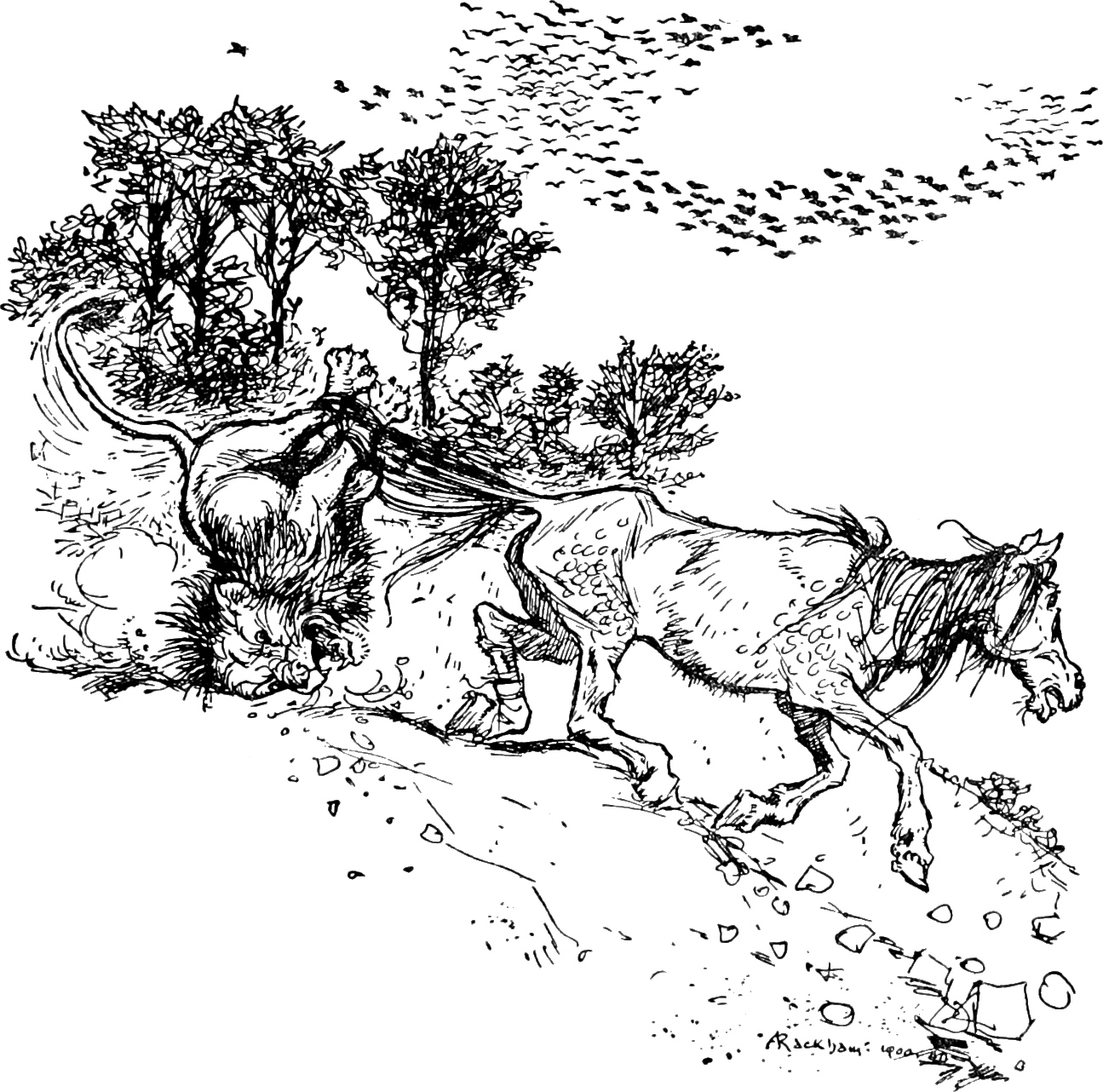
Illustration von Arthur Rackham, 1909

Der Fuchs und das Pferd ist ein Tiermärchen (ATU 47A). Es steht in den Kinder- und Hausmärchen der Brüder Grimm an Stelle 132 (KHM 132).

## Inhalt
Der Bauer jagt sein altes Pferd fort mit dem Vorwand, es zu behalten, wenn es ihm einen Löwen brächte. Der Fuchs hilft ihm, lässt das Pferd sich wie tot hinlegen und holt einen Löwen. Unter dem Vorwand, den Pferdeschweif an ihm festzubinden, damit er es in seine Höhle ziehen kann, bindet er ihm die Beine zusammen. Das Pferd zieht den brüllenden Löwen zu seinem Herrn, der es nun gut behandelt bis zum Tod.

## Herkunft

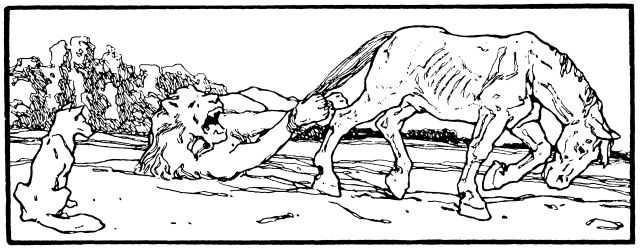
Illustration von Otto Ubbelohde, 1909

Grimms Anmerkung notiert „Aus Münster“ (von Jenny von Droste zu Hülshoff) und vergleicht KHM 48 Der alte Sultan sowie Esopus bei Steinhövel (7. Extravagante, Nr. 87) (auch bei Hans Sachs, Bd. 4, Nr. 405).
Jenny von Droste-Hülshoff schickte das Märchen am 12. September 1814 an Wilhelm Grimm, worüber er sich am 13. Oktober 1814 brieflich an seinen Bruder positiv äußerte. Hans-Jörg Uther findet noch eine ähnliche Handlung im mittelalterlichen Roman de Renart (9. Branche, 1586–1903).
Das Märchen ist auch im baskischen Sprachraum bekannt. Eine Version aus der Sammlung Noël erhielt im Deutschen den Titel Der Esel, der Fuchs und der Wolf.